# Штраус, Ида
Ида Штраус (нем. Ida Straus; урождённая Розалия Ида Блун, нем. Rosalie Ida Blun; 6 февраля 1849 — 15 апреля 1912) — жена совладельца универмага «Macy’s» Исидора Штрауса, погибшая вместе с ним во время крушения «Титаника» в апреле 1912 года. Одна из четырёх пассажирок первого класса, которым не удалось спастись.

## Биография
Розалия Ида Блун (нем. Rosalie Ida Blun) родилась в немецком городе Вормс в феврале 1849 года. Она была пятой из семи детей в еврейской семье Натана Блун и Вильгельмины Фройденберг, кроме неё в семье были дети — Аманда (1839—1907), Элиас Натан (1842—1878), Луис (1843—1927), Августа Каролина (1845—1905), Мориц (1850—1858) и Абрахам Блун (1853—1881). Ида вместе с семьёй родителей переехала в США, где в 1871 году вышла замуж за предпринимателя Исидора Штрауса. Она стала матерью семерых детей, один из которых умер во младенчестве.
Супруги были очень преданы друг другу, и когда Исидору приходилось покидать дом для исполнения своих обязанностей в Палате представителей США или заниматься делами универмага «Macy’s», то они каждый день обменивались письмами.
В начале 1912 года Исидор и Ида вместе со своей внучкой Беатрис совершали путешествие в Европу. Оставив внучку в Германии, они отправились вновь в США, но пересечь океан решили не на немецком корабле, как они это делали всегда прежде, а новом британском лайнере «Титаник».
Это путешествие оказалось роковым для них, так как в ночь на 15 апреля 1912 года «Титаник» налетел на айсберг. Один из офицеров предложил, учитывая их возраст и положение, вдвоём сесть в шлюпку, но Исидор категорически отказался, решив разделить участь остальных мужчин на корабле. Он попытался усадить супругу в шлюпку, но та решила не оставлять его на тонущем лайнере, заявив: «Я не оставлю мужа. Мы всегда были вместе, вместе и умрём». Вместо себя Штраусы посадили в шлюпку их горничную Эллен Бёрд. Последний раз их видели сидящими на шезлонгах на одной из палуб тонущего лайнера.
Когда оставшиеся в живых после катастрофы прибыли в Нью-Йорк, многие из них, в том числе и Эллен Бёрд, рассказывали журналистам о невероятном героизме Иды и её преданности мужу. Историю Иды Штраус после этого долгое время пересказывали журналисты во многих газетах, а раввины многих еврейских общин на своих проповедях превозносили перед прихожанами её мужество.
Тело Иды, в отличие от её мужа, так и не было найдено. Кенотаф в мавзолее Штрауса на кладбище Вудлон в Бронксе посвящён Исидору и Иде одновременно. Автором памятника был Джеймс Гэмбл Роджерс, а скульптором – Ли Лори.
Персонажи Иды и Исидора Штраус были изображены во многих фильмах о гибели лайнера, среди которых американская драма «Титаник» 1953 года, британский фильм «Гибель Титаника» (1958), «Спасите «Титаник»» (1979), телефильм «Титаник» (1996). Супруги Штраус изображены в сценах гибели лайнера в фильме «Гибель Титаника» 1958 года. В картине Джеймса Кэмерона «Титаник» 1997 года Штраусы показаны утешающими друг друга в заполняющейся водой каюте в момент гибели лайнера. Сцену, когда Исидор пытается убедить жену сесть в шлюпку в итоговой версии фильма удалили. Несмотря на то, что супруги были евреями, они фигурировали в нацистском пропагандистском фильме «Титаник» 1943 года выпуска, хотя и были выведены как безымянные немецкие пассажиры.
Правнучка Исидора и Иды Штраусов Венди Вейл была замужем за основателем компании, организовывавшей путешествия к месту крушения «Титаника», который погиб 18 июня 2023 года в результате крушения батискафа «Титан».

## Память
В память о Штраусах в Нью-Йорке установлено четыре мемориала:
- Мемориальная доска висит на первом этаже универмага «Macy’s» на Манхэттене.
- Памятник Исидору и Иде установлен в Штраус-парке на Манхэттене, располагающемся на пересечении Бродвея и Уэст-Энд авеню.[2] Парк был разбит в том же квартале, где некогда проживали супруги.
- Нью-Йоркская общественная школа № 198 названа в честь Штраусов.
- На могиле Исидора Штрауса на кладбище в Бронксе установлен кенотаф для Иды.